# Morada (banda)
Morada, estilizado em letras maiúsculas como MORADA, é uma banda brasileira de música cristã contemporânea, formada na cidade de Fernandópolis, interior de São Paulo em 2009. Com mais de uma década de carreira e cinco álbuns lançados, eles acumulam milhões de visualizações nas plataformas de streaming e seguidores nas redes sociais.

## História
Formado por seis integrantes, a banda Morada teve início em 2009 na cidade de Fernandópolis, interior de São Paulo. Brunão e sua esposa Miriam formam a dupla de vocais, acompanhados pelo baixista Moisés Henrique, o baterista Felipe Henri, o tecladista Manoel Castro e o guitarrista Séfer Dillan. A banda mistura diversos ritmos e faz do seu som um elemento de inovação da música gospel.
O nome “Morada” faz alusão à ideia de que a Trindade more dentro de cada pessoa, da família. Tanto que isso é abordado em uma das canções mais famosas da banda, “Morada em Mim”: “Quero ser uma morada para Ti, não quero ser apenas visitado, quero ser habitado”, diz a letra da canção.
Considerada uma das maiores bandas gospel do país, Morada acumula mais de 400 milhões de visualizações no YouTube. Com vários álbuns em uma década de carreira, o quarteto é responsável por hits como “É tudo sobre Você“, “Uma Coisa“ e “Para que Entre o Rei“, exemplos do comprometimento dos músicos com a fé.
Além de propor a renovação da fé, o grupo carrega em sua sonoridade traços de suas inspirações, como Hillsong United, Mutemath e Kings Kaleidoscope. Atualmente, a banda é um quinteto, com Brunão nos vocais, Manoel nos teclados, Moisés no baixo, Felipe na bateria e Séfer Dillan na guitarra.

## Integrantes

### Formação atual
- Brunão Morada (voz e violão)
- Moisés Henrique (baixo)
- Felipe Henri (bateria e Voice FX)
- Manoel Castro (teclado)
- Séfer Dillan (guitarra)

#### Backing Vocal
- Mateus Vona
- Miriam Cavalcante

### Ex-integrantes
- Leonardo Gualberto “Deleo” (guitarra)
- Ueslei Braga (guitarra)
- Bruno Lima (guitarra)

## Discografia

### Álbuns de estúdio
- 2009: Morada Em Mim
- 2013: Atenção
- 2022: Lembre-se 80's
- 2022: Lembre-se 90's
- 2023: Lembre-se 2000's

### Álbuns ao vivo
- 2017: Uma coisa (Ao Vivo)
- 2020: Ele É (Ao Vivo)
- 2021: Uma Só Voz - Vol. 01 (Ao Vivo)

### Extended plays (EPs)
- 2014: Puro e Simples
- 2018: Pra Onde Eu Irei? (Live Church)
- 2019: Emaús (Acústico)
- 2019: É Tudo Sobre Você (Ao Vivo)
- 2019: Oh! Se Fendesses (Ao Vivo)
- 2021: Intimidade (Ao Vivo)
- 2021: Isaías 6 (Ao Vivo)
- 2021: Postura do Reino (Ao Vivo)

## Turnês
- Tour Adore (2023–presente)